# Tau3 Eridani
Título a ser usado para criar uma ligação interna é Tau3 Eridani.
Tau3 Eridani (11 Eridani) é uma estrela na direção da constelação de Eridanus. Possui uma ascensão reta de 03h 02m 23.59s e uma declinação de −23° 37′ 27.6″. Sua magnitude aparente é igual a 4.08. Considerando sua distância de 86 anos-luz em relação à Terra, sua magnitude absoluta é igual a 1.97. Pertence à classe espectral A4V.